# Barbituric
Barbituricele sunt medicamente care prezintă un efect de deprimarea asupra sistemului nervos central, având astfel o gamă largă de efecte dependente de doză. Principalele efecte terapeutice ale acestor compuși sunt: anxiolitice, hipnotice și antiepileptice. Prezintă riscul de dezvoltare a dependenței sau și de supradoză, pe lângă celelalte reacții adverse.
În prezent au fost înlocuite în mare majoritate de către agenți moderni, precum sunt benzodiazepinele, în special în tratamentul tulburărilor de anxietate și al insomniei. Barbituricele care încă mai sunt în uz sunt utilizate în: anestezie generală, epilepsie, migrenă acută, eutanasie sau pentru realizarea pedepsei capitale.
Denumirea acestui grup provine de la faptul că acești compuși sunt derivați ai acidului barbituric.

## Utilizări

### Medicale
Barbituricele, în special fenobarbitalul, au fost utilizate o lungă perioadă de timp pentru proprietățile anxiolitice și hipnotice. Compușii cu durată intermediară de acțiune reduc timpul instalării somnului, cresc durata acestuia și reduc durata somnului REM. În prezent au fost înlocuite în mare majoritate de către benzodiazepine pentru inducerea somnului, din cauza toxicității și a riscului de supradozare. Totuși, mai sunt încă utilizate în epilepsie, ca antiepileptice (fenobarbitalul și primidona) și ca anestezice generale (tiopentalul sodic).

## Clasificare
| Denumire      | R1       | R2             | Denumire IUPAC                                                                        |
| ------------- | -------- | -------------- | ------------------------------------------------------------------------------------- |
| alobarbital   | CH2CHCH2 | CH2CHCH2       | 5,5-dialil-barbiturat                                                                 |
| amobarbital   | CH2CH3   | (CH2)2CH(CH3)2 | 5-etil-5-izopentil-barbiturat                                                         |
| aprobarbital  | CH2CHCH2 | CH(CH3)2       | 5-alil-5-izopropil-barbiturat                                                         |
| alfenal       | CH2CHCH2 | C6H5           | 5-alil-5-fenil-barbiturat                                                             |
| barbital      | CH2CH3   | CH2CH3         | 5,5-dietilbarbiturat                                                                  |
| bralobarbital | CH2CHCH2 | CH2CBrCH2      | 5-alil-5-(2-bromo-alil)-barbiturat                                                    |
| fenobarbital  | CH2CH3   | C6H5           | 5-etil-5-fenilbarbiturat                                                              |
| pentobarbital | CH2CH3   | CH3(CH2)2CH3   | 5-etil-5-(1-metilbutil)-barbiturat                                                    |
| secobarbital  | CH2CHCH2 | CHCH3(CH2)2CH3 | 5-[(2R)-pentan-2-il]-5-prop-2-enil-barbiturat; 5-Alil-5-[(2R)-pentan-2-il]-barbiturat |

Structura chimică generală a unui barbituric, incluzând numerotarea atomilor din heterociclu

Structura chimică a tiopentalului sodic

Tiopentalul sodic este un analog barbituric în care una dintre legăturile C-O este înlocuită de o grupare C-S, R1 fiind CH2CH3 și R2 fiind CH(CH3)CH2CH2CH3.